# Сальвиати, Аламанно
Аламанно Сальвиати (итал. Alamanno Salviati; 21 марта 1668, Флоренция, Великое герцогство Тосканское — 24 февраля 1733, Рим, Папская область) — итальянский куриальный кардинал. Префект Верховного Трибунала Апостольской Сигнатуры справедливости с 27 июля 1730 по 24 февраля 1733. Кардинал-священник с 6 июля 1729, с титулом церкви Санта-Мария-ин-Арачели с 24 июля 1730 по 24 февраля 1733.